# Gory Kosmonavtov
Gory Kosmonavtov är ett berg i Antarktis. Det ligger i Östantarktis. Australien gör anspråk på området. Toppen på Gory Kosmonavtov är 1 558 meter över havet.
Terrängen runt Gory Kosmonavtov är huvudsakligen lite kuperad. Trakten är obefolkad. Det finns inga samhällen i närheten.